# Petur Reinert
Petur Reinert (ur. 28 lutego 1978 w Leirvík) – farerski sędzia piłkarski, prowadzący mecze Effodeildin, Pucharu Wysp Owczych oraz, od roku 2006, międzynarodowe.

## Wykształcenie i życie zawodowe
Reinert jest nauczycielem w gimnazjum w miejscowości Leirvík. Potrafi posłużyć się siedmioma językami: farerskim, duńskim, norweskim, szwedzkim, islandzkim, angielskim oraz niemieckim. Zna także podstawy języka hiszpańskiego.

## Kariera w lidze Wysp Owczych oraz Pucharze tego kraju
Petur Reintert zaczął sędziować mecze w lidze Wysp Owczych w roku 1995, jako sędzia pomocniczy. Rok później wystąpił po raz pierwszy, jako sędzia główny podczas meczu fazy grupowej Pucharu Wysp Owczych, 8 kwietnia 1996 (B36 Tórshavn – Eiðis Bóltfelag 2:3). Swój pierwszy mecz w pierwszej lidze sędziował 12 września 1999 (B68 Toftir – VB Vágur 0:0).
Reinert prowadzi także spotkania ligi żeńskiej, a 7 marca 2007 roku sędziował pierwszy w historii mecz Superpucharu Wysp Owczych, w którym B36 Tórshavn, po remisie 1-1 w regulaminowym i doliczonym czasie gry, pokonał w rzutach karnych HB Tórshavn 5-3.
| Mecze, które sędziował Petur Reinert w ramach rozgrywek ligowych i pucharowych | Mecze, które sędziował Petur Reinert w ramach rozgrywek ligowych i pucharowych | Mecze, które sędziował Petur Reinert w ramach rozgrywek ligowych i pucharowych | Mecze, które sędziował Petur Reinert w ramach rozgrywek ligowych i pucharowych | Mecze, które sędziował Petur Reinert w ramach rozgrywek ligowych i pucharowych | Mecze, które sędziował Petur Reinert w ramach rozgrywek ligowych i pucharowych | Mecze, które sędziował Petur Reinert w ramach rozgrywek ligowych i pucharowych |                          |       |
| Rok                                                                            | Effodeildin                                                                    | 1. deild                                                                       | 2. deild                                                                       | 1. deild kvinnur                                                               | Puchar Wysp Owczych (m)                                                        | Puchar Wysp Owczych (k)                                                        | Superpuchar Wysp Owczych | Razem |
| ------------------------------------------------------------------------------ | ------------------------------------------------------------------------------ | ------------------------------------------------------------------------------ | ------------------------------------------------------------------------------ | ------------------------------------------------------------------------------ | ------------------------------------------------------------------------------ | ------------------------------------------------------------------------------ | ------------------------ | ----- |
| 1996                                                                           | 0                                                                              | 0                                                                              | 2                                                                              | 2                                                                              | 2                                                                              | 0                                                                              | 0                        | 6     |
| 1997                                                                           | 0                                                                              | 7                                                                              | 7                                                                              | 4                                                                              | 2                                                                              | 0                                                                              | 0                        | 20    |
| 1998                                                                           | 0                                                                              | 7                                                                              | 2                                                                              | 1                                                                              | 1                                                                              | 0                                                                              | 0                        | 11    |
| 1999                                                                           | 2                                                                              | 10                                                                             | 3                                                                              | 2                                                                              | 1                                                                              | 0                                                                              | 0                        | 18    |
| 2000                                                                           | 7                                                                              | 2                                                                              | 2                                                                              | 0                                                                              | 6                                                                              | 0                                                                              | 0                        | 17    |
| 2001                                                                           | 0                                                                              | 2                                                                              | 0                                                                              | 0                                                                              | 0                                                                              | 0                                                                              | 0                        | 2     |
| 2002                                                                           | 0                                                                              | 1                                                                              | 0                                                                              | 0                                                                              | 0                                                                              | 0                                                                              | 0                        | 1     |
| 2003                                                                           | 0                                                                              | 0                                                                              | 0                                                                              | 0                                                                              | 0                                                                              | 0                                                                              | 0                        | 0     |
| 2004                                                                           | 1                                                                              | 5                                                                              | 6                                                                              | 0                                                                              | 0                                                                              | 0                                                                              | 0                        | 12    |
| 2005                                                                           | 13                                                                             | 9                                                                              | 3                                                                              | 1                                                                              | 4                                                                              | 0                                                                              | 0                        | 30    |
| 2006                                                                           | 26                                                                             | 1                                                                              | 4                                                                              | 2                                                                              | 4                                                                              | 0                                                                              | 0                        | 37    |
| 2007                                                                           | 21                                                                             | 7                                                                              | 3                                                                              | 2                                                                              | 2                                                                              | 0                                                                              | 1                        | 36    |
| 2008                                                                           | 22                                                                             | 10                                                                             | 0                                                                              | 0                                                                              | 4                                                                              | 0                                                                              | 0                        | 36    |
| 2009                                                                           | 19                                                                             | 8                                                                              | 1                                                                              | 1                                                                              | 3                                                                              | 0                                                                              | 0                        | 32    |
| 2010                                                                           | 22                                                                             | 6                                                                              | 4                                                                              | 0                                                                              | 2                                                                              | 0                                                                              | 0                        | 34    |
| 2011                                                                           | 21                                                                             | 6                                                                              | 0                                                                              | 0                                                                              | 2                                                                              | 0                                                                              | 0                        | 29    |
| 2012                                                                           | 17                                                                             | 4                                                                              | 2                                                                              | 1                                                                              | 3                                                                              | 0                                                                              | 0                        | 27    |
| 2013                                                                           | 3                                                                              | 0                                                                              | 0                                                                              | 0                                                                              | 0                                                                              | 1                                                                              | 0                        | 4     |
| Łącznie                                                                        | 174                                                                            | 85                                                                             | 39                                                                             | 16                                                                             | 36                                                                             | 1                                                                              | 1                        | 352   |

## Mecze poza ligą Wysp Owczych
Swój pierwszy mecz poza Wyspami Owczymi Petur Reinart poprowadził 24 czerwca 2007 w ramach Pucharu Intertoto. Było to spotkanie litewskiego FK Vėtra z walijskim Llanelli A.F.C. zakończone wynikiem 3-1. Jeszcze w tym samym roku, 11 września sędziował swój pierwszy mecz w ramach eliminacji do Mistrzostw Europy U-21, gdy Łotwa wygrała z San Marino 2:0.
W roku 2009 sędziował swój pierwszy mecz towarzyski, rozegrany między Islandią a Liechtensteinem, który zakończył się wynikiem 2-0.